# 张廷金
张廷金（1886年—1959年），字贡九，江苏无锡人。中华民国第一批留学生。
1909年第一批庚子赔款留美学生，赴美俄亥俄州立大学、哈佛大学攻读硕士，主修无线电专业。1915年，回国执教交大，历任副主任、主任。1940年，交大平校和唐校在經過南遷后，在重庆成立国立交通大学分校；1941年，交大本部以私立南洋大学的名义在上海法租界继续开办；1942年（民国31年）8月，汪精卫政府接管上海交大，黎照寰校长愤而离职，张任校长，1945年（民国34年）秋辞职。张廷金任校长时的学校在抗战结束后被国民政府称为伪交通大学，不承认其学历，张廷金因当校长，蒙受汉奸嫌疑而被获罪，遭致法庭传讯。
1947年，以“汉奸嫌疑”被提起公诉，后经立法院院长孙科、教育部长陈立夫、校董事长的唐文治、校长黎照寰、吴保丰等当事人及社会名流作证，称其为保护交大沪校校产、维护教育有功。1948年6月30日，上海高等法院最终宣判无罪。尽管如此，此事对张廷金影响深重，从此他深居简出，不再出仕教学。